# Lisa Barbuscia
Lisa Barbuscia est une actrice américaine, née le 18 juin 1971 à Brooklyn.

## Biographie
Lisa Barbuscia a fait ses études à Fiorello H. LaGuardia High School of Music & Art and Performing Arts. Son père est italien et sa mère a des ancêtres irlandais.
Elle est mariée au magnat de l'immobilier Anton Bilton, depuis septembre 2004.

## Filmographie
- 1995 : Serpent's Lair (non crédité en France)... Lillith
- 1998 : Almost Heroes (non crédité en France)... Shaquinna
- 2000 : Highlander: Endgame ... Kate MacLeod / Faith
- 2001 : Le Baiser mortel du dragon interprète de la chanson "I'll adore you" générique de fin
- 2001 : Le Journal de Bridget Jones... Lara
- 2003 : Michel Vaillant.. Ruth
- 2003-2004 : Keen Eddie... Marylyn
- 2008 : Sex Drive